# Shi Yousan
Shi Yousan (em chinês: 石友三, pinyin: Shí Yǒusān; Changchun, 1 de dezembro de 1891 – Puyang, 1 de dezembro de 1940), nome de cortesia Hanzhang (汉章),  foi um general chinês do Exército Nacional Revolucionário que serviu como 9º Governador de Chahar e 3º Governador de Anhui na República da China.
Shi também é notável por se juntar/desertar sucessivamente e, posteriormente, trair as forças de Wu Peifu, Feng Yuxiang, Chiang Kai-shek, Wang Jingwei, Zhang Xueliang e do Partido Comunista Chinês. Por suas muitas traições e deserções, ele é conhecido como o "General Desertor" (chinês: 倒戈將軍, pinyin: Dǎogē Jiāngjūn), como "Shi Sanfan" (chinês: 石三翻, pinyin: Shí sānfān, lit. ‘Shi [que] trocou três vezes’), por sua infame tripla traição a Feng Yuxiang em 1926, 1929 e 1930, e o "Escravo dos Seis Sobrenomes" (em chinês:  六姓家奴, transl. Liù xìng jiānú), os "sobrenomes" sendo as pessoas e organizações proeminentes às quais ele se comprometeu, em referência ao senhor da guerra histórico Lü Bu, que às vezes é conhecido como o "Escravo dos Três Sobrenomes". 
Enquanto liderava o 39º Grupo de Exército do Exército Nacional Revolucionário, ele planejou desertar para o lado japonês, mas antes que pudesse fazê-lo, foi sequestrado e enterrado vivo por seu irmão de juramento e subordinado Gao Shuxun, que mais tarde assumiu o comando da unidade de Shi.

## Biografia
Shi nasceu em 1891 em Jiutai, Changchun, Jilin, Império Qing, em uma família local empobrecida. Na juventude, Shi trabalhou como aprendiz na Loja de Grãos Bijia, em Changchun. Lá, Shi fez amizade com Bi Guangyuan, um membro da rica família Bi, e pôde frequentar a Escola Fundamental Dongguan, administrada pelo governo, por meio dessa amizade. Um de seus professores do ensino fundamental era um adolescente Shang Zhen.  Em 1908, ele abandonou os estudos para se juntar ao exército, tornando-se membro das forças de Wu Peifu na Terceira Divisão do Novo Exército, na unidade sob o comando de Cao Kun,  estacionada em Changchun e mais tarde Langfang em Hebei. 

## Carreira

### Era do Senhores da Guerra
Em 29 de fevereiro de 1912, enquanto estava em Pequim, Shi abandonou as tropas de Cao quando seus companheiros soldados iniciaram o  Motim de Renzi, motivado por salários não pagos e pela controversa decisão de Yuan Shikai de nomear Pequim como a nova capital no lugar de Nanquim. Ele respondeu a um chamado de recrutamento de Feng Yuxiang, que descreveu Shi como "tendo a cabeça de um cervo e os olhos de um rato, e [sendo] tão magro quanto lenha". Feng rejeitou seu pedido para se tornar um soldado em seu exército devido à baixa altura de Shi, de 160 cm ou 4 pés e 8 pol [b], pela qual Feng o apelidou de "oito polegadas" ("地八寸</link>"), mas o deixou ingressar como cavalariço. Shi acabou conquistando o favor de Feng por demonstrar uma mentalidade estratégica durante reuniões táticas com seus oficiais e por exibir suas habilidades de combate corpo a corpo que aprendeu durante sua estadia de três meses em uma escola de artes marciais (da qual foi expulso após tentar convencer outro aluno a fazer um exame para ele). Além disso, apesar de ter abandonado o ensino médio, Shi ainda possuía uma educação significativamente mais alta do que a maioria dos soldados e oficiais de Feng e, assim, gradualmente subiu na hierarquia. Em combate, Shi também se destacou como um comandante eficaz, como na batalha de Puyang sob o controle de Chen Shufan durante a Guerra Zhili-Anhui. Depois de vários combates dos regimentos terem falhado, Shi organizou um "esquadrão da morte" composto por 120 soldados, deu pessoalmente a cada um três dólares de prata e liderou o ataque à aldeia, resultando numa tomada completa. 
Durante seu tempo no exército de Feng, Shi se tornou próximo de Gao Shuxun, que se juntou à sua companhia em 1916, e serviu regularmente diretamente sob Shi na década seguinte, tornando-se irmãos juramentados. Em 1924, Shi, junto com Liu Guitang, liderou o Exército de Proteção Nacional do Norte da China, uma unidade amplamente independente que era conhecida por se envolver em banditismo na área rural ao redor de Pequim. Shi foi promovido a comandante da 6ª Divisão em setembro de 1924. 
Em outubro de 1924, Feng lançou o Golpe de Pequim e posteriormente estabeleceu o Guominjun. Shi se tornou um dos "treze guardiões/protetores" (十三太保) considerado o comandante mais importante do Guominjun e, posteriormente, o comandante da 8ª Brigada Mista do 1º Exército. Em 1926, ele ganhou o posto de tenente-general no Exército de Beiyang.  
Em 1926, durante a Guerra Anti-Fengtian, as tropas de Shi estavam estacionadas em Nankou (hoje Changping, Pequim), sob ameaça regular da aliança da camarilha de Zhili e Fengtian. Yan Xishan atacou a retaguarda do Guominjun de Shanxi, e por isso Shi, junto com as forças de Han Fuju, foram enviados para lutar contra o exército de Yan. Devido à inferioridade de sua força, Shi e Han negociaram um pacto de não-agressão com Yan por meio do antigo mentor de Shi, Shang Zhen, sem o conhecimento de Feng, e organizaram uma retirada em agosto do mesmo ano. A força principal de Feng posteriormente abandonou seu domínio em Pequim, com vários desertores correndo para as unidades de Shi e Han e sendo absorvidos por suas forças. Diante da derrota, Feng deixou o país para a União Soviética, após o que Shi e Han decidiram se render a Yan. 
Em setembro, Feng jurou lealdade a Chiang Kai-shek e ao Kuomintang após o lançamento da Expedição do Norte em julho. Vendo que as capacidades militares de Feng haviam sido reforçadas, Shi retornou às forças de Feng e foi nomeado comandante-chefe da 5ª divisão do Exército Guominjun em Shaanxi, supostamente após um sincero pedido de desculpas durante o qual Shi se ajoelhou e chorou na frente de Feng. Como punição pela deserção de Shi, Feng demitiu o chefe de gabinete de Shi, Zhang Longhua, e o substituiu por seu oficial de confiança, Li Bingxuan, para relatar diretamente qualquer ação de Shi a Feng. Pouco tempo depois, porém, Shi sequestrou Li e o enterrou vivo como um aviso a Feng.  
Em junho do ano seguinte, o Guominjun foi reorganizado no 2º Grupo de Exércitos do Exército Nacional Revolucionário, e Shi tornou-se o vice-comandante-chefe do 1º Exército da Frente e o comandante do 5º Exército.  Durante a segunda fase da Expedição do Norte, áreas controladas pelo Exército Nacional Revolucionário na província de Henan foram atacadas e capturadas pelas forças de  Fan Zhongxiu. Feng ordenou que as tropas de Shi se movessem para o sul de Shandong para se envolverem na batalha com as forças de Fan junto com as forças de Song Zheyuan. 
Em meados de março de 1928, as tropas de Shi foram encarregadas por Feng de expulsar Fan do Condado de Dengfeng. Fan estabeleceu sua base no Mosteiro de Shaolin, tendo sido um discípulo leigo sob o comando do antigo monge chefe  Heng Lin . Anteriormente, o mais recente monge chefe do templo  Miao Xing alinhou-se aos Senhores da Guerra do Norte para proteger os interesses locais e foi morto em 6 de março de 1927 em um confronto contra o comandante da NRA, Ren Yingqi, enquanto comandava o 1º Regimento de Autodefesa do Templo Shaolin. Quando Shi chegou ao mosteiro para encontrar Fan, os monges já haviam formado uma força de combate armada e se recusaram a deixar que qualquer dano fosse feito a Fan, um antigo membro do templo. Na batalha que se seguiu, mais de 200 monges foram mortos e o Salão do Dharma foi incendiado. O comandante da brigada Su Mingqi então ordenou que mais partes do templo fossem incendiadas como punição pela resistência dos monges e, ao longo de 40 dias, 90% dos edifícios foram destruídos, e muitos manuscritos da biblioteca do templo foram incinerados. Mais tarde, foi decidido no mosteiro que o evento ocorreu devido ao abade Miao Xing ter violado o Vinaya por meio de sua iniciativa de autodefesa e que o carma negativo levou à sua morte e ao cataclismo de 1928.   
Em abril, Shi participou da Batalha de Yutai-Guting [zh] contra Sun Chuanfang e foi o único general da NRA a manter o controle do território depois disso. No final de 1928, a Expedição do Norte foi declarada encerrada e, com a desmobilização, Shi foi transferido para o cargo de comandante da 24ª Divisão do Exército Nacional Revolucionário e ficou estacionado em Nanyang. 
Em maio de 1929, quando Feng se alinhou à camarilha da Nova Guangxi durante a Guerra Chiang-Gui, Shi desertou para Chiang após ser subornado e prometeu ser nomeado presidente provincial de Anhui, denunciando publicamente Feng por cometer "os dez maiores crimes". Durante o outono, a nova base de operações de Shi foi transferida inicialmente de Xuchang para Bozhou e finalmente Dezhou. Em dezembro, no entanto, Shi teve um desentendimento com Chiang sobre a posição de presidente e a recusa de Shi em enviar tropas para lutar contra Li Zongren e Chen Jitang em Guangdong, que eram antigos aliados dele, aliando-se, em vez disso, ao rival de partido de Chiang, Tang Shengzhi. A rivalidade culminou em um incidente em 2 de dezembro na estação ferroviária de Pukou, onde Shi teria declarado "O velho Chiang não é nada, maldito seja!" ("老蒋不是个东西，轰他!") e submeteu Nanquim a várias horas de bombardeio de artilharia com uma força conjunta de Tang, Li e Chen, visando o escritório de Chiang no Palácio Presidencial. Depois que Tang foi expurgado, Shi se reconectou com Yan Xishan e, por meio dele, entrou em contato novamente com Feng Yuxiang, que o colocou no comando do 4º Corpo de Área do Exército da Aliança Anti-Chiang e o colocou em Xinxiang. 

### Década de Nanquim

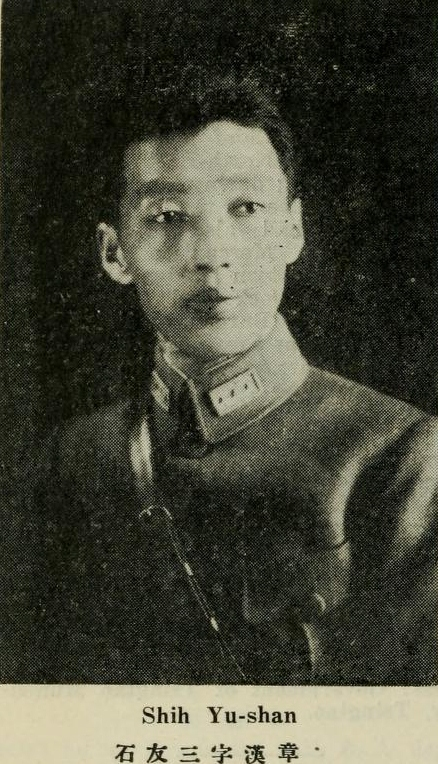
Shi Yousan em uniforme do NRA, antes de 1933

Durante a Guerra das Planícies Centrais, Shi continuou a servir sob o comando de Feng. Após uma série de derrotas em maio de 1930, incluindo as Batalha de Caoxian [zh], Batalha de Dongming [zh] e Batalha de Xiangcheng [zh], o secretário de Shi, Liu Yidan, chegou a Wuhan trazendo uma carta para He Yingqin, na qual ele concordava em ficar do lado do governo do KMT junto com Han Fuju e todos os soldados sob seu comando, totalizando um terço de todas as forças de Feng. Shi foi incentivado pela promessa de He de fazer concessões generosas aos generais de Feng dispostos a desertar. Foi essa perda substancial que contribuiu muito para que Feng anunciasse sua "aposentadoria" e seguisse para Taiyuan com Yan Xishan. Em 1º de junho, Shi recebeu uma recompensa de cinco milhões de yuans e foi nomeado comandante-chefe da 13ª Rota do Exército Anti-Rebelde em uma cerimônia improvisada em Xuchang pelo emissário de Chiang,  Qian Dajun.  Apesar disso, Shi ainda ajudaria secretamente o restante das forças anti-Chiang sob o comando de Sun Dianying na Batalha de Henan Oriental, capturando a Vila Caozhuang com planos de sequestrar Chiang de seu posto de comando na Estação de Liuhe, mas as tropas designadas não conseguiram fazer a caminhada de 30 milhas devido à chuva. 
No início de 1931, enquanto estava em Shenyang, Shi iniciou contato com seu colega senhor da guerra Zhang Xueliang, que também havia se separado de Feng para trabalhar com o KMT, e se ofereceu para entrar em uma aliança com ele, com a qual Zhang concordou, dando a Shi um salário mensal de 600.000 yuans, com 200.000 yuans adiantados como um sinal de boa vontade. Shi então formou uma força militar com sede em Xingtai, composta por dezenas de milhares de ex-soldados sob Feng Yuxiang e Yan Xishan e os usou para ocupar a ferrovia Pinghan, tendo ouvido falar dos planos de Zhang de fazê-lo. Em maio de 1931, Shi começou a trabalhar com Wang Jingwei, que também uniu forças com Li Rongzen, Chen Jitang e Liu Guitang, prometendo a Shi uma posição no governo anti-Chiang que estava sendo estabelecido pelo Grupo das Colinas Ocidentais liderado por Hu Hanmin em Guangzhou, também nomeando comandante-chefe do 5º Grupo de Exércitos e dando-lhe 500.000 yuans.  A cooperação de Shi com Zhang, no entanto, continuou até 18 de julho, quando Shi foi informado de que Zhang havia morrido de doença em Pequim e, presumindo que os territórios de Zhang estavam livres para serem tomados, Shi imediatamente reuniu suas tropas para o norte para assumir o controle. Uma vez na Manchúria, em 31 de julho, os soldados de Shi foram interceptados em um movimento de pinça pelos exércitos de Chiang Kai-shek e do muito vivo Zhang Xueliang, deixando apenas cerca de 4.000 homens para retornar a Dezhou. Mais tarde, Zhang refletiria sobre seu envolvimento com Shi: "Um cachorro sempre comerá merda e um lobo sempre comerá pessoas, é realmente difícil mudar a natureza de alguém ("狗改不了吃屎，狼改不了吃人，真是本性难移啊。").  Durante o resto do verão de 1931, Shi enfrentou muitas outras perdas, inclusive contra uma força conjunta de  Chen Jicheng e Liu Zhi durante a Batalha de Baoding [zh] em 29 de julho e uma derrota esmagadora contra Han Fuju durante a Batalha de Dezhou [zh] em 8 de agosto, após o qual Shi "renunciou" como senhor da guerra. Suas atividades militares cessaram por vários meses enquanto ele se reconciliava com Han e encontrava refúgio de Chiang em sua residência em Jinan. 
Em setembro de 1932, Shi foi suspeito de ter participado do assassinato do senhor da guerra Zhang Zongchang, que era seu amigo pessoal, em cooperação com seus antigos aliados Feng Yuxiang e Han Fuju, que na época havia se tornado governador militar de Shandong. No dia anterior ao assassinato de Zhang, em 2 de setembro de 1932, Shi ofereceu um banquete em nome de Han para Zhang para discutir uma possível operação militar para combater os japoneses, que haviam invadido a Manchúria no ano anterior. Shi demonstrou grande interesse no revólver que Zhang carregava consigo e recebeu a mesma arma de presente no final das festividades. O evento foi posteriormente alegado como um estratagema destinado a embebedar Zhang e desarmá-lo antes que ele deixasse a província para partir para Pequim através da estação ferroviária de Jinan, onde Zhang seria morto a tiros por Zheng Jicheng [zh], o vingativo filho adotivo de Zheng Jinsheng [zh], um general sob o comando de Feng e um de seus cunhados, que foi morto por Zhang durante a Era dos Senhores da Guerra.  
Em outubro de 1932, Shi deixou Jinan e foi para Tianjin ocupada pelos japoneses para participar de reuniões clandestinas com o general japonês Kenji Doihara e o colaborador Yin Rugeng, que lhe fornecia imóveis locais em troca de sua cooperação. Ele também se associou novamente a Liu Guitang, que se tornou oficial do Exército Imperial de Manchukuo e começou a recrutar ex-senhores da guerra para o Japão. Chiang Kai-shek estava ciente desta traição e ordenou ao comandante da estação de Pequim  zh para organizar o assassinato de Shi, que por sua vez encarregou o agente Wang Wen de ir a Tianjin. Wang subornou o assistente de acampamento de Shi, Xian Hongxia, para que um chef envenenasse uma panela quente que Shi comeria com sua terceira esposa enquanto ela estivesse de visita. O plano falhou porque Shi reconheceu o comportamento ansioso do chef enquanto servia e o forçou, sob a mira de uma arma, a confessar o plano. Xian foi presa quando tentou agarrar a pistola de Shi e entregue às autoridades japonesas como "agente de Nanquim", mas Shi nunca soube quem ordenou o atentado contra sua vida.   Shi, no entanto, reduziria brevemente suas relações com o Japão após o assassinato bem-sucedido de seu colega senhor da guerra e colaborador Zhang Jingyao em 7 de maio de 1933. No mesmo mês, após a Trégua de Tanggu, Shi foi designado para o Comando de Segurança de Jibei (Norte de Hebei) do Governo Nacional pela ocupação japonesa. Ao longo de 1934, durante os últimos estágios da Pacificação de Manchukuo, ele e Liu Guitang agiram como agitadores pela concessão japonesa, conduzindo operações de bandidos e organizando distúrbios públicos contra as forças de segurança da República da China em zonas civis em Yutian, Zunhua e outras áreas que faziam fronteira com Tianjin a partir de sua sede em Qinghe (agora um subdistrito de Pequim). Isso terminou em 3 de agosto de 1935, quando Liu foi gravemente ferido em uma tentativa de assassinato em Luanzhou e temporariamente colocado fora de ação. O autor do crime, Li Zhenhua, alegou ter agido em nome de Shi e seu círculo íntimo, mas autoridades japonesas que lideravam a investigação culparam Tao Shaoming, que ocupou brevemente o cargo executivo de supervisor e delegado especial na zona-tampão de Manchukuo antes de ser demitido após recusar ofertas para se tornar um colaborador. Tao foi detido sob custódia por duas semanas, mas foi libertado após negociação de sua libertação devido à falta de provas.  
Em dezembro de 1935, Shi procurou um emprego no governo com seu antigo irmão de armas Song Zheyuan, que agora era governador da província de Chahar. A essa altura, Song tinha grande desdém por Shi, sabendo muito bem das repetidas traições de Shi, mas devido à pressão externa dos japoneses, que detinham o controle sobre seu governo, Song foi convencido a torná-lo comandante da 181ª Divisão, supostamente composta por ex-bandidos sob o comando de Feng Shoupeng em Hebei, para impedir seus pedidos persistentes e mantê-lo longe das forças japonesas com as quais ele provavelmente estaria conspirando de outra forma. Eventualmente, quando o batalhão foi dividido em três regimentos, Shi foi reunido com Gao, que ganhou o controle de um dos outros regimentos junto com Song.  No início de julho de 1936, Shi mudou-se da concessão japonesa para a concessão britânica de Tianjin, após outra tentativa de assassinato de Liu Guitang em 20 de junho. 

### Segunda Guerra Sino-Japonesa
Nos estágios iniciais da Segunda Guerra Sino-Japonesa, em julho de 1937, após o incidente da Ponte Marco Polo, Shi prometeu ajudar o KMT na resistência contra a invasão das Forças Armadas Imperiais Japonesas, mas planejou secretamente derrubar Chiang de sua posição de liderança, tanto em colaboração quanto separadamente de vários outros ex-senhores da guerra. As tropas de Shi foram reorganizadas na 181ª Divisão e mais tarde no 69º Corpo. 
Durante a Batalha de Taierzhuang, Shi e Gao comandaram o 69º Corpo e o Novo Oitavo Exército, respectivamente. Na Batalha de Wuhan, no mesmo ano, Shi ocupou Jinan brevemente com uma guarnição de 1.000 soldados. 
Por volta de 1938, enquanto servia como comandante do 69º Corpo Nacionalista e conduzia uma guerra de guerrilha contra os japoneses em Shandong, Shi conspirou com o Exército da Oitava Rota do Partido Comunista Chinês em Hebei sem o conhecimento de seus superiores, depois de dar-lhes informações vitais que permitiram a captura do líder guerrilheiro Qin Qirong, que era um amigo de confiança de Shi.  Enquanto trabalhava com eles, Shi forneceria aos guerrilheiros do Oitavo Exército de Rota os locais dos esconderijos japoneses para atacar, tendo planejado usar os comunistas como um meio de tomar o controle de Shandong, mas ficou desiludido com esse plano depois de perceber que não seria promovido a cargos mais altos de liderança ou receberia o comando de um batalhão grande o suficiente para estabelecer a governança militar. Por um breve período, Deng Xiaoping e Yang Xiufeng trabalharam nos departamentos supervisionados por Shi. 
Em abril de 1939, Shi foi mais uma vez convencido a retornar ao KMT após receber a promessa de uma posição de liderança no norte da China de Zang Bofeng. Na mesma época, Shi começou a fazer o que seus contatos das Forças Armadas Imperiais Japonesas queriam, enviando seus soldados para expulsar e eliminar os guerrilheiros antijaponeses, pelo que ele foi localmente insultado como "Shi King Yan" ("石阎王"). Shi acabou enganando os comunistas ao organizar um motim em julho de 1939 e fugiu para Shanxi, sendo posteriormente rastreado pelo Oitavo Exército de Rota em 30 de janeiro de 1940. Nie Rongzhen fez preparativos para atacar a localização de Shi, mas antes que qualquer ação pudesse ser tomada, Shi e suas tropas fugiram para o sul com as de Sun Liangcheng [zh] . Ao longo de fevereiro, Shi sofreu perdas substanciais na 129ª Divisão do Oitavo Exército de Rota de Chen Zaidao, em Hebei, Shanxi, antes de conseguir atravessar o Rio Wei até o Condado de Qingfeng, em Henan. O Oitavo Exército de Rota encontrou Shi em 4 de março e atacou sua localização no mesmo dia, consolidando 17 regimentos para esse propósito, causando pesadas perdas para Shi, que novamente conseguiu escapar e seguir para Shandong, onde conseguiu fazer contato com o general do Kuomintang, Ding Shuben, na vila de Xiaohanji, perto de Huangjia . Shi não informou Ding sobre as forças comunistas que o perseguiam, tendo feito planos para usar Ding e as unidades sob seu comando como bucha de canhão para retardar o avanço do Oitavo Exército de Rota e ajudá-lo em sua fuga. Gao Shuxun, que estava servindo com Ding na época e, como simpatizante comunista, havia sido informado sobre o movimento do Oitavo Exército de Rota por meio de seus contatos, acabou informando Ding sobre o avanço dos comunistas, permitindo que Ding salvasse a si mesmo e algumas de suas tropas, antes que a maioria fosse quase completamente aniquilada pelos ataques do Oitavo Exército de Rota, que descobriu a contra-ofensiva planejada por Shi. Shi se escondeu em Dingtao e evitou ser descoberto pelo Oitavo Exército de Rota por dois meses. Ele acabou sendo descoberto em junho e expulso de Shandong, através do Rio Amarelo, pelas forças comunistas.   
Na primavera de 1940, Shi, que até então havia mantido sua colaboração com o Exército Imperial Japonês em grande parte secreta e em um nível transacional, concordou com seu contato Sasaki em Kaifeng e seu colega general da NRA que se tornou colaborador, Zhang Lanfeng [zh] usar suas tropas para atacar seus compatriotas chineses, fossem eles o KMT ou o PCC, começando precisamente à meia-noite de 1º de janeiro de 1941, para o qual ele receberia a liderança de um regime fantoche que os japoneses estabeleceriam no sudeste da China.  Em novembro de 1940, Shi se casou com Lin Weijun, sua quinta esposa/concubina, tornando Shi genro do falecido autor Lin Baishui [Lin zh], coincidentemente uma vítima de Zhang Zongchang. Lin foi coagido a casar com Shi, tendo os seus subordinados vigiado e monitorizado os seus movimentos até ela aceitar a sua proposta. 

## Morte
No final de 1940, enquanto liderava o 39º Grupo de Exército do Exército Nacional Revolucionário, Shi serviu mais uma vez com Gao. Enquanto estava em Liulin, no Condado de Dongming, Shandong, Gao acidentalmente leu um telegrama nos aposentos de Shi que revelava sua deserção para os japoneses e confrontou Shi sobre isso. Shi contou a Gao seus planos de mudar de lado e tentou convencê-lo a se juntar a ele nessa mudança. Gao ficou enojado com a oferta e recusou, dizendo: "Prefiro ser um fantasma faminto do que um traidor!" ("宁做亡命鬼，决不当卖国贼!"). Em resposta a isso, Shi tentou absorver várias das tropas sob o comando de Gao para o seu próprio, mas apesar de serem superiores e subordinados em patente, ambos controlavam uma porção igual de soldados, que se recusaram a sujeitar o tamanho do regimento a mudanças.    
Embora Gao tenha ficado em silêncio sobre a traição de Shi no início, ele começou a suspeitar que uma emboscada japonesa em uma ferrovia perto da sede do KMT em Dingtao, que resultou em 2.000 baixas no verão, foi possível graças à colaboração de Shi com o inimigo, e acreditava que tinha sido um ataque preciso na tentativa de matá-lo por ter arruinado seus planos com Ding Shuben algumas semanas antes. Gao denunciou Shi e recebeu ordens de Wei Lihuang, representando Chiang Kai-Shek, para executar Shi por traição. Shi foi mantido sob vigilância rigorosa por alguns dias até a noite de 1º de dezembro, quando Gao fez com que suas tropas invadissem uma reunião que ele havia organizado entre ele, Shi e Sun Liangcheng no acampamento de Sun em Liuxia, Condado de Puyang. Depois que quatro homens de Gao prenderam Shi no chão e desarmaram seus dois guarda-costas, Gao, em resposta à perplexidade visível de Shi, teria dito a ele: "Se não for eu quem te matar, serão os Céus que te matarão. Se não forem os Céus que te matarão, será a Terra que te matará. Se não for a Terra que te matar, será Chiang quem te matará! O que vai, volta, e os crimes têm punições justas!" ("不是我杀是天杀，不是天杀是地杀，不是地杀是蒋杀，一报还一报，罪有应得！") [c], para revelar que havia informado seus superiores e que o que estava acontecendo era uma ordem de Chiang Kai-Shek. As tropas de Gao levaram Shi até a margem do Rio Amarelo, nos arredores de Puyang, cavaram uma cova para Shi e o enterraram vivo. [d] Inicialmente, Shi protestou veementemente e repreendeu Gao por ser um amigo desleal, antes de começar a implorar por sua vida. O enterro durou 30 minutos e Gao assumiu o comando da unidade de Shi. A data da morte de Shi coincidiu com seu 49º aniversário.   